# Nicolás Lodeiro
Marcelo Nicolás Lodeiro Benítez (Paysandú, 21 marzo 1989) è un calciatore uruguaiano, centrocampista dell'Houston Dynamo.

## Caratteristiche tecniche
Lodeiro viene utilizzato prevalentemente da regista. Non fa del fisico la sua dote migliore, ma ha un piede sinistro preciso e potente ed è in grado di calciare anche con il destro. È dotato di un buon senso del gol, ma non è molto rapido. È un calciatore tecnico e abile sui calci piazzati. Nel 2011 all'Ajax Frank de Boer lo utilizza spesso come punta centrale a causa dei numerosi infortuni dei compagni di squadra. Grazie alla sua duttilità può giocare anche come esterno di centrocampo.

## Carriera

### Club

#### Nacional
Lodeiro è stato notato dagli osservatori del Nacional nel 2001. Gli è stato offerto un provino della durata di una settimana, superato dal calciatore. Si è trovato quindi a giocare nelle giovanili del Nacional, con cui ha vinto diversi titoli, grazie anche al buon livello della squadra. Ha debuttato in prima squadra il 19 agosto 2007, nella partita contro il Fénix. Con il tempo, si è affermato tra i titolari del Nacional ed ha messo a segno quattro reti nella Coppa Libertadores 2009. Il suo contratto ha la scadenza fissata nel 2011.

#### Ajax
A gennaio nel 2010, Lodeiro ha firmato un contratto con l'Ajax fino al giugno 2012. La sua prima partita con l'Ajax è stata contro il FC Twente, il 7 febbraio. Ha segnato il suo primo gol con l'Ajax contro i Go Ahead Eagles il 25 marzo in KNVB beker. Dopo aver trascorso una stagione ai margini della squadra senza aver disputato alcuna partita, il 15 maggio vince l'Eredivisie nello scontro diretto vinto per 3-1 contro il Twente.
Il 26 agosto torna a giocare subentrando a Christian Eriksen nella partita disputata contro il Vitesse e il 21 settembre gioca da titolare tutta la partita vinta per 1-3 contro il Noordwijk in Coppa d'Olanda. Il 2 novembre, subentrato ad Eriksen al minuto 81, segna il definitivo 4-0 nella sfida di Champions League contro la Dinamo Zagabria. A causa dei numerosi infortuni che affliggono la squadra gioca da titolare a partire dal 22 novembre in Olympique Lione-Ajax 0-0 di Champions League. Segna il suo primo gol in campionato il 3 dicembre in Ajax-Excelsior Rotterdam 4-1 al minuto 67 su azione personale. Si ripete l'11 febbraio 2012 nella vittoria per 0-2 contro il NAC Breda. Il 2 maggio, seppur non giocando, vince la sua seconda Eredivisie consecutiva con l'Ajax. Dopo oltre due mesi di assenza, torna in campo il 6 maggio in occasione di VVV-Venlo-Ajax 1-3. Conclude la stagione con sole 19 presenze e 3 gol totali.

#### Botafogo
Il 19 luglio 2012 si trasferisce ufficialmente ai brasiliani del Botafogo a parametro zero, firmando un contratto di quattro anni.

#### Corinthians
Il 29 giugno 2014 si trasferisce al Corinthians, firmando un contratto di 4 anni.

#### Seattle Sounders
Nel 2016 si trasferisce in America disputando il campionato MLS con i Seattle Sounders, per i quali mette a segno 4 reti in 13 partite nella stagione regolare; anche nei playoff ha un ottimo rendimento, mette a segno infatti altre quattro reti. Con gli americani vince sia la finale di conference sia la finalissima di MLS contro i Toronto di Sebastian Giovinco, in una partita lunga ed estenuante decisa ai rigori. La stagione successiva si conferma su buoni livelli, tra regular season e playoff segna 7 gol in 38 presenze portando i suoi ad un'altra finale Mls contro Toronto, che stavolta termina però con una sconfitta per 2-0. Inizia il 2018 segnando sia all'andata che al ritorno degli ottavi di finale di CONCACAF Champions League contro il Santa Tecla. Nel corso della stagione il suo rendimento va migliorando e realizza ben sei reti tra metà luglio ed inizio settembre, aiutando la squadra a stabilire il nuovo record di nove vittorie consecutive in Major League Soccer, inoltre nel corso della stagione diventa il miglior assistman della storia del club, con 35 passaggi decisivi messi a segno. Nel 2019, a seguito di un'altra stagione disputata su ottimi livelli, vince nuovamente il campionato MLS.

#### Orlando City
Il 4 gennaio 2024 viene ufficializzato il passaggio di Lodeiro all'Orlando City.

### Nazionale
Con l'Uruguay under 20, Lodeiro ha partecipato al campionato sudamericano di categoria, nell'edizione del 2009, dove la sua selezione si è classificata terza. Nella manifestazione ha segnato una doppietta contro la Bolivia under 20. Nella formazione uruguaiana, si è alternato con Jonathan Urretaviscaya e Tabaré Viudez. Ha inoltre preso parte al Mondiale Under-20 2009 disputatosi in Egitto.
Il 14 novembre 2009 esordisce nella Nazionale maggiore, prendendo parte allo spareggio CONCACAF-CONMEBOL, valido per la qualificazione al Mondiale 2010, contro la Costa Rica. È stato il primo giocatore espulso durante i Mondiali del 2010, nella partita contro la Francia, pochi minuti dopo essere subentrato. Segna il suo primo gol con la nazionale uruguayana il 23 giugno 2011, nell'amichevole contro l'Estonia, due giorni dopo la morte del padre. Viene convocato per la Confederations Cup 2013 e va segno nell'8-0 contro Tahiti; è tra i convocati anche per il mondiale 2014. Viene convocato per la Copa América Centenario negli Stati Uniti, in cui scende in campo in tre occasioni. Inserito tra i preconvocati, viene poi escluso dalla lista definitiva dei 23 per il mondiale 2018.

## Statistiche

### Presenze e reti nei club
Statistiche aggiornate al 27 aprile 2024.
| Stagione                | Squadra                 | Campionato              | Campionato | Campionato | Coppe nazionali | Coppe nazionali | Coppe nazionali | Coppe continentali | Coppe continentali | Coppe continentali | Altre coppe | Altre coppe | Altre coppe | Totale | Totale |
| Stagione                | Squadra                 | Comp                    | Pres       | Reti       | Comp            | Pres            | Reti            | Comp               | Pres               | Reti               | Comp        | Pres        | Reti        | Pres   | Reti   |
| ----------------------- | ----------------------- | ----------------------- | ---------- | ---------- | --------------- | --------------- | --------------- | ------------------ | ------------------ | ------------------ | ----------- | ----------- | ----------- | ------ | ------ |
| 2007-2008               | Nacional                | PD                      | 15         | 1          | -               | -               | -               | CL                 | 2                  | 0                  | LPLA        | 4           | 0           | 21     | 1      |
| 2008-2009               | Nacional                | PD                      | 18+5       | 2+2        | -               | -               | -               | CL                 | 10                 | 3                  | -           | -           | -           | 33     | 7      |
| ago.-dic. 2009          | Nacional                | PD                      | 8          | 7          | -               | -               | -               | -                  | -                  | -                  | -           | -           | -           | 8      | 7      |
| Totale Nacional         | Totale Nacional         | Totale Nacional         | 41+5       | 10+2       |                 | -               | -               |                    | 12                 | 3                  |             | 4           | 0           | 62     | 15     |
| gen.-giu. 2010          | Ajax                    | E                       | 8          | 0          | CO              | 2               | 1               | UEL                | 0                  | 0                  | -           | -           | -           | 10     | 1      |
| 2010-2011               | Ajax                    | E                       | 0          | 0          | CO              | 0               | 0               | UCL+UEL            | -                  | -                  | SO          | -           | -           | 0      | 0      |
| 2011-2012               | Ajax                    | E                       | 13         | 2          | CO              | 1               | 0               | UCL+UEL            | 4+1                | 1+0                | SO          | -           | -           | 19     | 3      |
| Totale Ajax             | Totale Ajax             | Totale Ajax             | 21         | 2          |                 | 3               | 1               |                    | 5                  | 1                  |             | -           | -           | 29     | 4      |
| 2012                    | Botafogo                | A                       | 18         | 2          | CB              | 0               | 0               | CS                 | 1                  | 1                  | -           | -           | -           | 19     | 3      |
| 2013                    | Botafogo                | A/RJ+A                  | 16+26      | 8+5        | CB              | 8               | 1               | -                  | -                  | -                  | -           | -           | -           | 50     | 14     |
| gen.-giu. 2014          | Botafogo                | A/RJ+A                  | 5+3        | 0+0        | CB              | 0               | 0               | CL                 | 8                  | 0                  | -           | -           | -           | 16     | 0      |
| Totale Botafogo         | Totale Botafogo         | Totale Botafogo         | 21+47      | 8+7        |                 | 8               | 1               |                    | 9                  | 1                  |             | -           | -           | 85     | 17     |
| lug.-dic. 2014          | Corinthians             | A                       | 7          | 0          | CB              | 1               | 0               | -                  | -                  | -                  | -           | -           | -           | 8      | 0      |
| 2015                    | Boca Juniors            | PD                      | 21         | 3          | CA              | 5               | 2               | CL                 | 5                  | 1                  | -           | -           | -           | 31     | 6      |
| feb.-lug. 2016          | Boca Juniors            | PD                      | 9          | 3          | CA              | 1               | 0               | CL                 | 9                  | 2                  | SA          | 1           | 0           | 20     | 5      |
| Totale Boca Juniors     | Totale Boca Juniors     | Totale Boca Juniors     | 30         | 6          |                 | 6               | 2               |                    | 14                 | 3                  |             | 1           | 0           | 51     | 11     |
| 2016                    | Seattle Sounders        | MLS                     | 13+6       | 4+4        | USOC            | 0               | 0               | CCL                | -                  | -                  | -           | -           | -           | 19     | 8      |
| 2017                    | Seattle Sounders        | MLS                     | 33+5       | 7          | USOC            | 0               | 0               | -                  | -                  | -                  | -           | -           | -           | 38     | 7      |
| 2018                    | Seattle Sounders        | MLS                     | 27+2       | 8+1        | USOC            | 0               | 0               | CCL                | 2                  | 1                  | -           | -           | -           | 31     | 10     |
| 2019                    | Seattle Sounders        | MLS                     | 28+4       | 7+2        | USOC            | 0               | 0               | -                  | -                  | -                  | -           | -           | -           | 32     | 9      |
| 2020                    | Seattle Sounders        | MLS                     | 17+4       | 6+1        | -               | -               | -               | CCL                | 0                  | 0                  | MISB        | 4           | 1           | 25     | 8      |
| 2021                    | Seattle Sounders        | MLS                     | 9+1        | 0          | -               | -               | -               | -                  | -                  | -                  | LC          | 1           | 1           | 11     | 1      |
| 2022                    | Seattle Sounders        | MLS                     | 28         | 7          | USOC            | 0               | 0               | CCL                | 6                  | 5                  | -           | -           | -           | 34     | 12     |
| 2023                    | Seattle Sounders        | MLS                     | 33+4       | 1          | USOC            | 1               | 0               | -                  | -                  | -                  | LC+CmC      | 1+1         | 1+0         | 40     | 2      |
| Totale Seattle Sounders | Totale Seattle Sounders | Totale Seattle Sounders | 188+26     | 40+8       |                 | 1               | 0               |                    | 8                  | 6                  |             | 7           | 3           | 230    | 57     |
| 2024                    | Orlando City            | MLS                     | 9          | 1          | USOC            | 0               | 0               | CCC                | 4                  | 1                  | LC          | 0           | 0           | 13     | 2      |
| Totale carriera         | Totale carriera         | Totale carriera         | 395        | 84         |                 | 19              | 4               |                    | 52                 | 15                 |             | 12          | 3           | 478    | 106    |

### Cronologia presenze e reti in nazionale
| Cronologia completa delle presenze e delle reti in nazionale ― Uruguay | Cronologia completa delle presenze e delle reti in nazionale ― Uruguay | Cronologia completa delle presenze e delle reti in nazionale ― Uruguay | Cronologia completa delle presenze e delle reti in nazionale ― Uruguay | Cronologia completa delle presenze e delle reti in nazionale ― Uruguay | Cronologia completa delle presenze e delle reti in nazionale ― Uruguay | Cronologia completa delle presenze e delle reti in nazionale ― Uruguay | Cronologia completa delle presenze e delle reti in nazionale ― Uruguay |
| Data                                                                   | Città                                                                  | In casa                                                                | Risultato                                                              | Ospiti                                                                 | Competizione                                                           | Reti                                                                   | Note                                                                   |
| ---------------------------------------------------------------------- | ---------------------------------------------------------------------- | ---------------------------------------------------------------------- | ---------------------------------------------------------------------- | ---------------------------------------------------------------------- | ---------------------------------------------------------------------- | ---------------------------------------------------------------------- | ---------------------------------------------------------------------- |
| 15-11-2009                                                             | Saprissa                                                               | Costa Rica                                                             | 0 – 1                                                                  | Uruguay                                                                | Qual. Mondiali 2010                                                    | -                                                                      | 61’                                                                    |
| 19-11-2009                                                             | Montevideo                                                             | Uruguay                                                                | 1 – 1                                                                  | Costa Rica                                                             | Qual. Mondiali 2010                                                    | -                                                                      | 84’                                                                    |
| 3-3-2010                                                               | San Gallo                                                              | Svizzera                                                               | 1 – 3                                                                  | Uruguay                                                                | Amichevole                                                             | -                                                                      | 45’                                                                    |
| 26-5-2010                                                              | Montevideo                                                             | Uruguay                                                                | 4 – 1                                                                  | Israele                                                                | Amichevole                                                             | -                                                                      | 45’                                                                    |
| 11-6-2010                                                              | Città del Capo                                                         | Uruguay                                                                | 0 – 0                                                                  | Francia                                                                | Mondiali 2010 - 1º turno                                               | -                                                                      | 63’ 65’ 81’                                                            |
| 26-6-2010                                                              | Port Elizabeth                                                         | Uruguay                                                                | 2 – 1                                                                  | Corea del Sud                                                          | Mondiali 2010 - Ottavi di finale                                       | -                                                                      | 74’                                                                    |
| 2-7-2010                                                               | Johannesburg                                                           | Uruguay                                                                | 1 – 1 dts (4 – 2 dtr)                                                  | Ghana                                                                  | Mondiali 2010 - Quarti di finale                                       | -                                                                      | 46’                                                                    |
| 8-6-2011                                                               | Montevideo                                                             | Uruguay                                                                | 1 – 1                                                                  | Paesi Bassi                                                            | Amichevole                                                             | -                                                                      | 46’                                                                    |
| 24-6-2011                                                              | Montevideo                                                             | Uruguay                                                                | 3 – 0                                                                  | Estonia                                                                | Amichevole                                                             | 1                                                                      | 73’                                                                    |
| 5-7-2011                                                               | San Juan                                                               | Uruguay                                                                | 1 – 1                                                                  | Perù                                                                   | Coppa America 2011                                                     | -                                                                      | 79’                                                                    |
| 9-7-2011                                                               | Mendoza                                                                | Uruguay                                                                | 1 – 1                                                                  | Cile                                                                   | Coppa America 2011 - 1º turno                                          | -                                                                      | 79’                                                                    |
| 13-7-2011                                                              | La Plata                                                               | Uruguay                                                                | 1 – 0                                                                  | Messico                                                                | Coppa America 2011 - 1º turno                                          | -                                                                      | 68’                                                                    |
| 16-10-2012                                                             | La Paz                                                                 | Bolivia                                                                | 4 – 1                                                                  | Uruguay                                                                | Qual. Mondiali 2014                                                    | -                                                                      | 35’                                                                    |
| 14-11-2012                                                             | Danzica                                                                | Polonia                                                                | 1 – 3                                                                  | Uruguay                                                                | Amichevole                                                             | -                                                                      | 79’                                                                    |
| 6-2-2013                                                               | Doha                                                                   | Spagna                                                                 | 3 – 1                                                                  | Uruguay                                                                | Amichevole                                                             | -                                                                      | 76’                                                                    |
| 22-3-2013                                                              | Montevideo                                                             | Uruguay                                                                | 1 – 1                                                                  | Paraguay                                                               | Qual. Mondiali 2014                                                    | -                                                                      |                                                                        |
| 27-3-2013                                                              | Santiago del Cile                                                      | Cile                                                                   | 2 – 0                                                                  | Uruguay                                                                | Qual. Mondiali 2014                                                    | -                                                                      | 84’                                                                    |
| 5-6-2013                                                               | Montevideo                                                             | Uruguay                                                                | 1 – 0                                                                  | Francia                                                                | Amichevole                                                             | -                                                                      |                                                                        |
| 17-6-2013                                                              | Pernambuco                                                             | Spagna                                                                 | 2 – 1                                                                  | Uruguay                                                                | Conf. Cup 2013                                                         | -                                                                      | 63’                                                                    |
| 23-6-2013                                                              | Pernambuco                                                             | Uruguay                                                                | 8 – 0                                                                  | Tahiti                                                                 | Conf. Cup 2013                                                         | 1                                                                      |                                                                        |
| 14-8-2013                                                              | Rifu                                                                   | Giappone                                                               | 2 – 4                                                                  | Uruguay                                                                | Amichevole                                                             | -                                                                      | 62’                                                                    |
| 11-9-2013                                                              | Montevideo                                                             | Uruguay                                                                | 2 – 0                                                                  | Colombia                                                               | Qual. Mondiali 2014                                                    | -                                                                      | 46’                                                                    |
| 13-11-2013                                                             | Amman                                                                  | Giordania                                                              | 0 – 5                                                                  | Uruguay                                                                | Qual. Mondiali 2014                                                    | 1                                                                      | 70’                                                                    |
| 23-11-2013                                                             | Montevideo                                                             | Uruguay                                                                | 0 – 0                                                                  | Giordania                                                              | Qual. Mondiali 2014                                                    | -                                                                      | 61’                                                                    |
| 5-3-2014                                                               | Klagenfurt                                                             | Austria                                                                | 1 – 1                                                                  | Uruguay                                                                | Amichevole                                                             | -                                                                      | 63’                                                                    |
| 31-5-2014                                                              | Montevideo                                                             | Uruguay                                                                | 1 – 0                                                                  | Irlanda del Nord                                                       | Amichevole                                                             | -                                                                      | 65’                                                                    |
| 14-6-2014                                                              | Castelao                                                               | Uruguay                                                                | 1 – 3                                                                  | Costa Rica                                                             | Mondiali 2014 - 1º turno                                               | -                                                                      | 61’                                                                    |
| 19-6-2014                                                              | San Paolo                                                              | Uruguay                                                                | 2 – 1                                                                  | Inghilterra                                                            | Mondiali 2014 - 1º turno                                               | -                                                                      | 67’                                                                    |
| 24-6-2014                                                              | Natal                                                                  | Italia                                                                 | 0 – 1                                                                  | Uruguay                                                                | Mondiali 2014 - 1º turno                                               | -                                                                      | 46’                                                                    |
| 5-9-2014                                                               | Sapporo                                                                | Giappone                                                               | 0 – 2                                                                  | Uruguay                                                                | Amichevole                                                             | -                                                                      |                                                                        |
| 8-9-2014                                                               | Goyang                                                                 | Corea del Sud                                                          | 0 – 1                                                                  | Uruguay                                                                | Amichevole                                                             | -                                                                      | 62’                                                                    |
| 10-10-2014                                                             | Riad                                                                   | Arabia Saudita                                                         | 1 – 1                                                                  | Uruguay                                                                | Amichevole                                                             | -                                                                      | 62’                                                                    |
| 13-10-2014                                                             | Mascate                                                                | Oman                                                                   | 0 – 3                                                                  | Uruguay                                                                | Amichevole                                                             | -                                                                      |                                                                        |
| 14-11-2014                                                             | Montevideo                                                             | Uruguay                                                                | 3 – 3                                                                  | Costa Rica                                                             | Amichevole                                                             | -                                                                      | 68’                                                                    |
| 19-11-2014                                                             | Macul                                                                  | Cile                                                                   | 1 – 2                                                                  | Uruguay                                                                | Amichevole                                                             | -                                                                      | 63’                                                                    |
| 28-3-2015                                                              | Agadir                                                                 | Marocco                                                                | 0 – 1                                                                  | Uruguay                                                                | Amichevole                                                             | -                                                                      | 71’                                                                    |
| 7-6-2015                                                               | Montevideo                                                             | Uruguay                                                                | 5 – 1                                                                  | Guatemala                                                              | Amichevole                                                             | -                                                                      | 47’                                                                    |
| 13-6-2015                                                              | Antofagasta                                                            | Uruguay                                                                | 1 – 0                                                                  | Giamaica                                                               | Coppa America 2015 - 1º turno                                          | -                                                                      | 86’                                                                    |
| 17-6-2015                                                              | La Serena                                                              | Argentina                                                              | 1 – 1                                                                  | Uruguay                                                                | Coppa America 2015 - 1º turno                                          | -                                                                      | 31’ 69’                                                                |
| 5-9-2015                                                               | Panama                                                                 | Panama                                                                 | 0 – 1                                                                  | Uruguay                                                                | Amichevole                                                             | -                                                                      | 46’                                                                    |
| 8-10-2015                                                              | La Paz                                                                 | Bolivia                                                                | 0 – 2                                                                  | Uruguay                                                                | Qual. Mondiali 2018                                                    | -                                                                      | 74’                                                                    |
| 14-10-2015                                                             | Montevideo                                                             | Uruguay                                                                | 3 – 0                                                                  | Colombia                                                               | Qual. Mondiali 2018                                                    | -                                                                      | 19’                                                                    |
| 11-11-2015                                                             | Quito                                                                  | Ecuador                                                                | 2 – 1                                                                  | Uruguay                                                                | Qual. Mondiali 2018                                                    | -                                                                      | 62’                                                                    |
| 17-11-2015                                                             | Montevideo                                                             | Uruguay                                                                | 3 – 0                                                                  | Cile                                                                   | Qual. Mondiali 2018                                                    | -                                                                      | 59’                                                                    |
| 27-5-2016                                                              | Montevideo                                                             | Uruguay                                                                | 3 – 1                                                                  | Trinidad e Tobago                                                      | Amichevole                                                             | -                                                                      | 46’                                                                    |
| 6-6-2016                                                               | Glendale                                                               | Messico                                                                | 3 – 1                                                                  | Uruguay                                                                | Coppa America 2016 - 1º turno                                          | -                                                                      | 46’                                                                    |
| 9-6-2016                                                               | Filadelfia                                                             | Uruguay                                                                | 0 – 1                                                                  | Venezuela                                                              | Coppa America 2016 - 1º turno                                          | -                                                                      | 76’                                                                    |
| 13-6-2016                                                              | Santa Clara                                                            | Uruguay                                                                | 3 – 0                                                                  | Giamaica                                                               | Coppa America 2016 - 1º turno                                          | -                                                                      |                                                                        |
| 1-9-2016                                                               | Mendoza                                                                | Argentina                                                              | 1 – 0                                                                  | Uruguay                                                                | Qual. Mondiali 2018                                                    | -                                                                      | 58’                                                                    |
| 7-10-2016                                                              | Montevideo                                                             | Uruguay                                                                | 3 – 0                                                                  | Venezuela                                                              | Qual. Mondiali 2018                                                    | 1                                                                      | 67’                                                                    |
| 16-11-2016                                                             | Santiago del Cile                                                      | Cile                                                                   | 3 – 1                                                                  | Uruguay                                                                | Qual. Mondiali 2018                                                    | -                                                                      | 77’ 90’                                                                |
| 11-10-2017                                                             | Montevideo                                                             | Uruguay                                                                | 4 – 2                                                                  | Bolivia                                                                | Qual. Mondiali 2018                                                    | -                                                                      | 77’                                                                    |
| 14-11-2017                                                             | Vienna                                                                 | Austria                                                                | 2 – 1                                                                  | Uruguay                                                                | Amichevole                                                             | -                                                                      | 79’                                                                    |
| 8-9-2018                                                               | Houston                                                                | Messico                                                                | 1 – 4                                                                  | Uruguay                                                                | Amichevole                                                             | -                                                                      | 68’                                                                    |
| 22-3-2019                                                              | Nanning                                                                | Uruguay                                                                | 3 – 0                                                                  | Uzbekistan                                                             | Amichevole                                                             | -                                                                      | 61’                                                                    |
| 25-3-2019                                                              | Nanning                                                                | Thailandia                                                             | 0 – 4                                                                  | Uruguay                                                                | Amichevole                                                             | -                                                                      |                                                                        |
| 8-6-2019                                                               | Montevideo                                                             | Uruguay                                                                | 3 – 0                                                                  | Panama                                                                 | Amichevole                                                             | 1                                                                      | 64’                                                                    |
| 17-6-2019                                                              | Belo Horizonte                                                         | Uruguay                                                                | 3 – 0                                                                  | Ecuador                                                                | Coppa America 2019 - 1º turno                                          | -                                                                      | 14’ 75’                                                                |
| 20-6-2019                                                              | Porto Alegre                                                           | Uruguay                                                                | 2 – 2                                                                  | Giappone                                                               | Coppa America 2019 - 1º turno                                          | -                                                                      | 73’                                                                    |
| 24-6-2019                                                              | Rio de Janeiro                                                         | Cile                                                                   | 0 – 1                                                                  | Uruguay                                                                | Coppa America 2019 - 1º turno                                          | -                                                                      | 46’                                                                    |
| Totale                                                                 |                                                                        | Presenze                                                               | 60                                                                     |                                                                        | Reti                                                                   | 5                                                                      |                                                                        |

## Palmarès

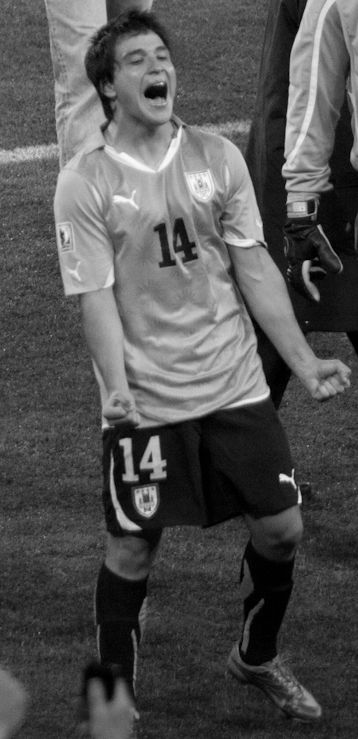
Lodeiro con la maglia della nazionale

### Club

#### Competizioni statali
- Campionato Carioca: 1

Botafogo: 2013
- Taça Guanabara: 1

Botafogo: 2013
- Taça Rio: 1

Botafogo: 2013

#### Competizioni nazionali
- Campionato uruguaiano: 1

Nacional: 2008-2009
- Coppa dei Paesi Bassi: 1

Ajax: 2009-2010
- Campionato olandese: 2

Ajax: 2010-2011, 2011-2012
- Campionato argentino: 1

Boca Juniors: 2015
- Coppa d'Argentina: 1

Boca Juniors: 2014-2015
- Campionato MLS: 2

Seattle Sounders: 2016, 2019

#### Competizioni internazionali
- CONCACAF Champions League: 1

Seattle Sounders: 2022

### Nazionale
- Coppa America: 1

2011

### Individuale
- Equipo Ideal de América: 1

2009
- MLS Newcomer of the Year: 1

2016
- Squadra della stagione della CONCACAF Champions League: 2

2018, 2022
- MLS All-Star: 1

2019
- MLS Best XI: 1

2020